# Alfabeto italiano
O alfabeto italiano é uma variante do alfabeto latino para a grafia da língua italiana, sendo que o alfabeto italiano atual contém 21 letras sem J, K, W, X e Y.
| Forma Maiúscula |   |   |   |   |   |   |   |   |   |   |   |   |   |   |   |   |   |   |   |   |
| A               | B | C | D | E | F | G | H | I | L | M | N | O | P | Q | R | S | T | U | V | Z |
| Forma Minúscula |   |   |   |   |   |   |   |   |   |   |   |   |   |   |   |   |   |   |   |   |
| a               | b | c | d | e | f | g | h | i | l | m | n | o | p | q | r | s | t | u | v | z |

## Pronúncia
| Letra | Nome | AFI        |
| ----- | ---- | ---------- |
| A, a  | a    | /a/        |
| B, b  | bi   | /b/        |
| C, c  | ci   | /k/, /tʃ/  |
| D, d  | di   | /d/        |
| E, e  | e    | /e/, /ɛ/   |
| F, f  | effe | /f/        |
| G, g  | gi   | /g/, /dʒ/  |
| H, h  | acca | —          |
| I, i  | i    | /i/        |
| L, l  | elle | /l/        |
| M, m  | emme | /m/        |
| N, n  | enne | /n/        |
| O, o  | o    | /o/, /ɔ/   |
| P, p  | pi   | /p/        |
| Q, q  | cu   | /k/        |
| R, r  | erre | /ʁ/, /ɾ/   |
| S, s  | esse | /s/, /z/   |
| T, t  | ti   | /t/        |
| U, u  | u    | /u/        |
| V, v  | vi   | /v/        |
| Z, z  | zeta | /dz/, /ts/ |

### Encontro consonantais e representações fonéticas
| Encontro consonantal | AFI        |
| -------------------- | ---------- |
| Cc, cc               | /tʃ/       |
| Ch, ch               | /k/        |
| Gh, gh               | /g/        |
| Gl, gl               | /ʎ/, /gl/  |
| Gn, gn               | /ɲ/        |
| Qu, qu               | /ku/       |
| Rr, rr               | /ʁ/        |
| Sc, sc               | /ʃ/        |
| Sch, sch             | /sk/       |
| Zz, zz               | /ts/, /dz/ |

## Vogais
O alfabeto italiano possui cinco vogais, a, e, i, o e u. Destas, apenas o a tem um valor sonoro, ao passo que cada uma das demais letras tem dois valores sonoros. Além disso as letras e e i afetam a pronúncia do c ou do g que lhes anteceda (veja abaixo).

## C e G
As letras c e g representam as consonantes /k/ e /g/ quando aparecem antes de  a, o, u ou de qualquer consoante. Quando aparecem antes de i ou e, elas representam os sons /tʃ/ (como o tch em português brasileiro) e /dʒ/ (como a pronúncia de di em certas regiões do Brasil), respectivamente.
A letra i também pode funcionar como meramente indicadora da posição palatal de um c ou de um g antecedente, como em cia (/tʃa/), ciu (/tʃu/), etc. A letra h é usada após o c e antes do e ou do i para dar o som normal do c /k/; o h por si próprio é uma letra muda. Desta forma, che representa /ke/ ou /kɛ/ e chi representa /ki/. É possível perceber isto através da formação de pares alófonos como na tabela seguinte:
|                    | Antes de a, o, u | Antes de a, o, u         | Antes de i, e | Antes de i, e |
| ------------------ | ---------------- | ------------------------ | ------------- | ------------- |
| Consoante oclusiva | c                | caramella /kaɾaˈmɛlla/   | ch            | china /ˈkina/ |
| Consoante oclusiva | g                | gallo /ˈgallo/           | gh            | ghiro /ˈgiro/ |
| Consoante africada | ci               | ciaramella /tʃaɾaˈmɛlla/ | c             | Cina /ˈtʃina/ |
| Consoante africada | gi               | giallo /ˈdʒallo/         | g             | giro /ˈdʒiro/ |

A letra g é também usada para marcar a característica palatal do l ou do n seguinte (exceto no caso de estrangeirismos). Como o  l, o i seguinte também é necessário, embora também possa ser tônico ou átono: famiglia / faˈmiʎʎa/ ('família').
O dígrafo sc é usado para representar o som /ʃ/. Exceto em alguns dialetos do norte da Itália, os sons intervocálicos /ʎ/, /ɲ/, e /ʃ/ são geminados.

## Demais letras
A letra h no início de uma palavra é mudo; seu uso consiste na distinção entre ho, hai, ha, hanno (conjugações do presente do indicativo do verbo avere, ter em português) de o ('ou'), ai ('ao'), a ('para') e anno ('ano'), embora elas sejam homófonas. O h também é usado em combinações com outras letras (veja acima). Mesmo em estrangeirismos, o h também é mudo: "hovercraft" /ˈɔverkraft/.
A letra z representa uma consoante alveolar e africada; tanto o som de /dz/ (zanzara /dzanˈdzaɾa/ 'pernilongo'), tanto o som de /ts/ (nazione /naˈttsjone/ 'nação'), dependendo do contexto, embora também haja variantes com alofonia. Na escrita à mão, algumas pessoas utilizam um z com um risco ƶ para o som de /dz/.
A letra s também é ambígua na sonoridade, pois pode tanto representar o som de /s/ ou de /z/. Entretanto, estes dois fonemas têm distribuição complementar em todas as palavras exceto entre duas vogais na mesma palavras e mesmo nessa condição há poucos pares.
A letra r pode representar os sons de /ɾ/ ou de /ʁ/.
As letras  j (i lunga), k (cappa), w (vi doppia), x (ics), e y (ipsilon), não são consideradas parte do alfabeto padrão da língua italiana, aparecendo somente em estrangeirismos (tais como jeans, whisky e taxi). O x tornou-se uma letra comumente usada em palavras genuinamente italianas através do prefixo extra-. O j em italiano é uma versão ortograficamente antiquada do i, aparecendo no nome próprio "Jacopo" como em certos topônimos italianos, como por exemplo, nas cidades de Bajardo, Bojano, Buja, Castel di Judica, Jacurso, Jelsi, Jenne, Jerago con Orago, Jerzu, Jesi, Jesolo, Jolanda di Savoia, Jonadi, Joppolo, Lajatico, Letojanni, Majano, Mezzojuso, Mojo Alcantara, Montalbano Jonico, Pietraroja, Raccuja, Reana del Rojale, San Giuseppe Jato, Scanzano Jonico, Torre Cajetani, Vajont, Vejano, entre vários outros e na grafia alternativa Mar Jonio (também grafada Mar Ionio) para o Mar Jônio. O j também pode aparecer em muitas palavras de dialetos italianos, mas o seu uso no italiano contemporâneo é desencorajado, não fazendo parte do alfabeto da língua.

## Diacríticos
O acento agudo pode ser usado sobre o e e o o para representar sons fechados quando a tonicidade não é paroxítona. Este uso do acento agudo é obrigatório apenas quando a palavra é oxítona. Em função de o o final nunca fechado, ó é raramente usado na escrita da língua italiana. O acento grave é ser usado sobre o e e o o quando representam sons abertos. Todas as demais vogais, com exceção do e têm apenas o acento grave na maioria dos textos. Tanto o acento agudo como o acento grave podem ser usados para distinguir palavras homógrafas.
O acento circunflexo pode ser usado para marcar a contração de duas vogais, especialmente dois i. Por exemplo, pode ser usado para diferenciar palavras como geni ('genes') and genî ('gênios'). Entretanto, este uso é raro e visto como arcaico. Na língua italiana moderna, prefere-se o uso do acento tônico para marcar essa diferença (v.g. principi: significa 'princípios' se a tonicidade recair no primeiro i e 'príncipes' se cair na segunda. Para distingui-las, pode-se escrever principî ('princípios'), mas isto soa obsoleto: é mais usual, se houver risco de ambiguidade (seguiamo i principi della Chiesa: seguimos da teologia ou os teólogos?), pode-se escrever princìpi ('princípios') e prìncipi ('príncipes')).